# 酒井ミキオ
酒井 ミキオ（さかい ミキオ、1970年8月24日 - ）は、日本のシンガーソングライター。
本名は酒井 幹郎（読み同じ）。北海道旭川市生まれ。A型。身長182cm。体重70kg。ソリッドフォース所属。

## 概要
1994年2月にトイズファクトリーから、シングル「今だけは君を離さない」で、メジャー・デビューを果たす。
2000年代以降は、J-POP歌手・ドラマ・アニメなど、各メディアに楽曲提供の傍ら、年に数回自身のライブ活動を行なう。『スクライド』以降は谷口悟朗監督の手がけるアニメ作品の常連となっており、作詞・作曲・編曲を手がける。

## ディスコグラフィ

### メジャー

#### シングル
|                            | 発売日         | タイトル                 | c/w                          | 規格          | 規格品番      |
| TOY'S FACTORY              | TOY'S FACTORY  | TOY'S FACTORY            | TOY'S FACTORY                | TOY'S FACTORY | TOY'S FACTORY |
| -------------------------- | -------------- | ------------------------ | ---------------------------- | ------------- | ------------- |
| 1st                        | 1994年2月9日   | 今だけは君を離さない     | The Other Side Of Love       | 8cmCD         | TFDC-28024    |
| 2nd                        | 1994年10月1日  | 大切な君へと             | もう帰らない時よ答えて欲しい | 8cmCD         | TFDC-28027    |
| 3rd                        | 1995年5月10日  | something                | Heavenly Smile               | 8cmCD         | TFDC-28033    |
| 4th                        | 1996年2月1日   | ずっとずっと抱きしめたい | さよなら君との季節           | 8cmCD         | TFDC-28038    |
| 5th                        | 1996年6月1日   | Dear                     | 夢のかけら                   | 8cmCD         | TFDC-28046    |
| 6th                        | 1996年11月1日  | そして君は自由になる…    | love letter                  | 8cmCD         | TFDC-28054    |
| 7th                        | 1997年6月11日  | Regrets                  | Kiss me once again           | 8cmCD         | TFDC-28062    |
| ビクターエンタテインメント |                |                          |                              |               |               |
| 8th                        | 2001年8月22日  | Drastic my soul          | All I need is love           | Maxi          | VICL-35291    |
| 9th                        | 2003年11月21日 | Dive in the sky          | Wonderful Life               | Maxi          | VICL-35586    |
| flying DOG                 |                |                          |                              |               |               |
| 10th                       | 2015年10月21日 | アイデンティティ         | 覚醒の無意識                 | Maxi          | VICL-35220    |

#### オリジナル・アルバム
|               | 発売日        | タイトル       | 規格          | 規格品番      |
| TOY'S FACTORY | TOY'S FACTORY | TOY'S FACTORY  | TOY'S FACTORY | TOY'S FACTORY |
| ------------- | ------------- | -------------- | ------------- | ------------- |
| 1st           | 1994年3月1日  | IN VOGUE       | CD            | TFCC-88045    |
| 2nd           | 1994年11月2日 | scene          | CD            | TFCC-88056    |
| 3rd           | 1996年4月1日  | Pieces         | CD            | TFCC-88071    |
| 4th           | 1997年12月1日 | Little Flowers | CD            | TFCC-88114    |

#### コンピレーション・アルバム
|            | 発売日        | タイトル   | 規格       | 規格品番   |
| flying DOG | flying DOG    | flying DOG | flying DOG | flying DOG |
| ---------- | ------------- | ---------- | ---------- | ---------- |
| 1st        | 2012年3月28日 | my souls   | CD         | VTCL-60295 |

### タイアップ一覧
| 曲名                     | タイアップ                                                           | 収録作品                             |
| ------------------------ | -------------------------------------------------------------------- | ------------------------------------ |
| 大切な君へと             | フジテレビ『OIOI TOKYO TASTE ROOMS』イメージ・ソング                 | シングル「大切な君へと」             |
| something                | フジテレビ深夜連続ドラマ『♡'にS』テーマソング                        | シングル「something」                |
| ずっとずっと抱きしめたい | 日本テレビ系『'96東京国際マラソン』イメージ・ソング                  | シングル「ずっとずっと抱きしめたい」 |
| Dear                     | 日本テレビ系全国ネット『スーパーテレビ情報最前線』エンディングテーマ | シングル「Dear」                     |
| そして君は自由になる…    | FM大阪『EASY 851』11月度パワープレイ                                 | シングル「そして君は自由になる…」    |
| Regrets                  | テレビ東京系『クイズ赤恥青恥』エンディングテーマソング               | シングル「Regrets」                  |
| Drastic my soul          | テレビ東京系アニメーション『スクライド』エンディングテーマ           | シングル「Drastic my soul」          |
| All I need is love       | テレビ東京系アニメーション『スクライド』挿入歌                       | シングル「Drastic my soul」          |
| Dive in the sky          | NHK BS2 衛星アニメ劇場『プラネテス』オープニングテーマ               | シングル「Dive in the sky」          |
| Wonderful Life           | NHK BS2 衛星アニメ劇場『プラネテス』エンディングテーマ               | シングル「Dive in the sky」          |
| アイデンティティ         | テレビアニメ『落第騎士の英雄譚』オープニングテーマ                   | シングル「アイデンティティ」         |
| 覚醒の無意識             | テレビアニメ『落第騎士の英雄譚』挿入歌                               | シングル「アイデンティティ」         |

### ハンドメイド

#### シングル
|      | 発売日         | タイトル        | 規格 |
| ---- | -------------- | --------------- | ---- |
| 1st  | 1999年11月4日  | songbook vol.1  | CD   |
| 2nd  | 2001年3月1日   | songbook vol.2  | CD   |
| 3rd  | 2002年4月28日  | songbook vol.3  | CD   |
| 4th  | 2003年12月21日 | songbook vol.5  | CD   |
| 5th  | 2004年8月21日  | songbook vol.6  | CD   |
| 6th  | 2004年12月18日 | songbook vol.7  | CD   |
| 7th  | 2005年7月9日   | songbook vol.8  | CD   |
| 8th  | 2006年4月8日   | songbook vol.9  | CD   |
| 9th  | 2008年10月8日  | songbook vol.11 | CD   |
| 10th | 2010年1月23日  | songbook vol.12 | CD   |
| 11th | 2011年3月20日  | songbook vol.13 | CD   |

#### アルバム
|     | 発売日         | タイトル           | 規格 |
| --- | -------------- | ------------------ | ---- |
| 1st | 2000年8月16日  | mikio sakai        | CD   |
| 2nd | 2002年12月21日 | songbook vol.234   | CD   |
| 3rd | 2006年12月16日 | songbook vol.10    | CD   |
| 4th | 2007年7月15日  | songbook vol.567+  | CD   |
| 5th | 2009年5月5日   | songbook ballads   | CD   |
| 6th | 2010年10月6日  | Ride On "songbook" | CD   |
| 7th | 2012年1月31日  | songbook vol.14    | CD   |

### 参加作品
| 発売日         | 商品名                                      | 歌         | 楽曲                 | 備考                                                                 |
| -------------- | ------------------------------------------- | ---------- | -------------------- | -------------------------------------------------------------------- |
| 2001年11月21日 | s.CRY.ed O.S.T.2                            | 酒井ミキオ | 「旅立ちの鐘が鳴る」 | テレビアニメ『スクライド』エンディングテーマ                         |
| 2001年11月21日 | s.CRY.ed O.S.T.2                            | 酒井ミキオ | 「Discovery」        | テレビアニメ『スクライド』挿入歌                                     |
| 2004年3月24日  | PLANETES O.S.T.2                            | 酒井ミキオ | 「Thanks my friend」 | テレビアニメ『プラネテス』挿入歌                                     |
| 2007年3月24日  | CODE GEASS Lelouch of the Rebellion O.S.T.2 | 酒井ミキオ | 「ピカレスク」       | テレビアニメ『コードギアス 反逆のルルーシュ』挿入歌                  |
| 2007年3月24日  | CODE GEASS Lelouch of the Rebellion O.S.T.2 | 酒井ミキオ | 「Callin'」          | テレビアニメ『コードギアス 反逆のルルーシュ』挿入歌                  |
| 2012年3月7日   | Reckless fire 2011/SPIRITS                  | 酒井ミキオ | 「SPIRITS」          | 劇場アニメ『スクライドオルタレイション 後編 QUAN』エンディングテーマ |

## 楽曲提供

### アーティスト
- AKB48
  - ライダー (作曲)
  - 明日のためにキスを (作曲)
- AKB48 チームサプライズ
  - Hell or Heaven (作曲・編曲)
- EE JUMPfeaturingソニン
  - WINTER ～寒い季節の物語～ (共同編曲)
- SKE48 チームKII
  - 今 君といられること (作曲・編曲)
- 今井ゆうぞう
  - リセットボタンはどこだ!? (作詞・作曲・編曲)
- 岩男潤子
  - 海へ行こうよ (作曲・編曲)
  - 月の静寂に (編曲)
  - 野性の太陽 (編曲)
  - 空色の風 (共同作詞・作曲・編曲)
  - dream on. (共同作詞・作曲・編曲)
  - 卒業 (共同作詞・編曲)
- 上戸彩
  - シンジラレナイ＝シンジタイ (作曲)
  - 太陽と月 (作詞・作曲)
- 上原多香子
  - 白いページの中で (編曲)
- 奥井雅美
  - GAIA2012 (作曲・編曲)
  - Shape of myself (作曲)
  - Venus (作曲・編曲)
- ON/OFF
  - 朝焼け (作詞・作曲・編曲)
- KAT-TUN
  - Messenger (作曲)
- きただにひろし
  - 突然DAYS (共同作詞・作曲)
  - BANG! (作詞・作曲・共編曲)
- クラシックスバンド
  - 蘭の上 (共同編曲)
  - 冬星 (共同編曲)
  - 梅ノ花 (共同編曲)
- カントリー娘。に石川梨華
  - BYE BYE 最後の夜 (編曲)
- 後藤沙緒里
  - F (編曲)
  - 春いちばん (作曲)
  - 月天心 (作曲)
  - Shall we enjoy X'mas? (作曲・編曲)
  - 生まれたてのように (作曲・編曲)
  - 卒業 (作詞・作曲・編曲)
  - DAY BY DAY (作曲)
  - Donkeyでいこう! (作曲・編曲)
  - 夜を越えたら (作曲・編曲)
  - わかんないって!? (編曲)
- 後藤真希
  - 特等席 (編曲)
- JAM Project
  - Precious (作詞)
- SPEED
  - WAY TO GO! (編曲)
- 島谷ひとみ
  - 月影のエデンへ (作曲)
  - farewell (作曲・共同編曲)
  - bella flor (作詞・作曲・編曲)
  - いつの日にか… (作詞・作曲・共同編曲)
  - 太陽神 (作曲・編曲)
  - PASIO 〜パッシオ～ (作曲・編曲)
- 椎名へきる
  - PROUD OF YOU 〜R-TYPE FINAL Ending Version〜 (編曲)
  - Rolling Lonely Diamond (編曲)
  - スタンバイ! (作曲・編曲)
  - 青い人魚 (作曲・編曲)
- SHOWTA
  - ため息ボタン (作詞・作曲・編曲)
- ジョンフン
  - floating 〜漂流〜 (作詞・作曲・編曲)
- 未来-MIKU-
  - HANABI 〜8月の日〜 (作曲)
  - さようなら愛しき日々よ (作曲)
- 平沼有梨
  - 大事なのはつよく想うこと (編曲)
- プッチモニ
  - ぴったりしたいX'mas (編曲)
- ミニモニ
  - ミニ。ストロベリ〜パイ (編曲)
- W (ダブルユー)
  - 好きよキャプテン (編曲)
- SUGAR
  - ひまわり (作曲)
  - USUBENI (編曲)
  - Distance (作詞・作曲・編曲)
- 少年隊
  - Someday (作詞)
- タッキー&翼
  - 仮面 (作曲)
- 滝沢秀明
  - 君の名を呼びたい (共同作詞・作曲・編曲)
- 東方神起
  - lovin' you (作曲・編曲)

- 中山優馬
  - 水の帰る場所(作詞・作曲)
- NEWS
  - きらめきの彼方へ (作詞・作曲・編曲)
- 中嶋凛
  - とんぼ (編曲)
  - 雨 (編曲)
  - いずみ (編曲)
  - 葉っぱ (編曲)
  - そよ風 (編曲)
  - スープ (編曲)
  - 風の吹くまま (編曲)
  - たからもの (編曲)
  - love life (編曲)
  - ソウガンキョウ (編曲)
  - 日曜日のラ (編曲)
- 野沢トオル
  - トオルちゃんは銀行マンの歌 (編曲)
- 野中藍
  - 夢・パノラマワイド (編曲)
- 福山潤
  - 自転車とクローバー (作詞・作曲・編曲)
- 保志総一朗
  - Reason <alternative unlimiter mode> (作詞・作曲・編曲)
- 松浦亜弥
  - ダイアリー (編曲)
- 村田あゆみ
  - 手をつないで (編曲)
- モーニング娘。
  - Never Foget -Rock Version- (編曲)
  - HEY! 未来 (編曲)
  - すごく好きなのに…ね (編曲)
  - 答えて欲しいんだ (編曲)
  - どうぞどうぞ! (編曲)
  - どうもどうも! (編曲)
- Ya-Ya-yah
  - HA・RU・NA・TSU・A・KI・FU・YU (作詞)
  - START! (作詞・作曲)
  - 新しい夜明け (作曲・編曲)
  - 手をつないでゆこう (共同作詞・作曲・編曲)
- 和久井映見
  - STAND BY ME (作曲)
  - 手をつないで (作曲)
- 入野自由
  - Zero(作曲)
  - さらば、君よ。(作曲)
  - 風になりたい(作詞・作曲)

### バラエティ
- あいのり BGM (2005 - 2006年)
- ザ少年倶楽部
  - AOZORA (作曲)

### 特撮
- 仮面ライダー龍騎
  - Revolution (作曲・編曲)

### アニメ
- スクライド
  - Reckless fire (作詞)
  - Magma (作詞)
- スクライド オルタレイション
  - Reckless fire 2011 (作詞)
- D・N・ANGEL
  - 白夜 〜True Light〜 (作詞)
  - 鼓動 (作詞)
  - 楽園 (作詞)
  - 道標 (作詞)
  - 風になりたい (作詞)
- 忘却の旋律
  - Will (作詞)
- ファンタジックチルドレン
  - Voyage (作詞)
- ガン×ソード
  - 虹の彼方 (作詞・作曲・編曲)
- 夢使い
  - 鼓動 (編曲)
  - ピエロ 〜愛の道化師〜 (作曲・編曲)
- ツバサ・クロニクル
  - IT'S (作曲・編曲)
- 砂沙美☆魔法少女クラブ
  - Sweet MAGIC (編曲)
- テニスの王子様
  - クリスマス (編曲)
- コードギアス 反逆のルルーシュ
  - never end (作詞・作曲・編曲)
- コードギアス 反逆のルルーシュR2
  - Reason (作詞・作曲・編曲)
- デート・ア・ライブ（2013年）
  - SAVE THE WORLD (作曲・編曲)

### ゲーム
- シャイニングブレイド
  - ヒカリ (作詞・作曲・編曲)
- ときめきメモリアル2
  - Jewel of Hearts (作曲)
  - Walking in the Sky (作曲)
- ネオ アンジェリーク
  - Sweetsの魔法 (作曲・編曲)
  - Crazy Beat (作曲・編曲)
  - EMERGENCY (作曲・編曲)
- 青空アンダーガールズ!
  - STAR☆TING!（作詞）
  - オレンジ（作詞）

### ラジオ
- レンタルマギカ〜魔法使い、しゃべります!〜
  - WakeUp! 運命!? (作詞)

### ライブ・ツアー
- 少年隊
  - PLAYZONE 2001「新世紀 〜EMOTION〜」 (劇中曲・一部作詞)
  - PLAYZONE 2002「愛史」 (劇中曲・一部作曲・編曲)
  - PLAYZONE 2003「Vacation」 (劇中曲・一部作曲・編曲)
  - PLAYZONE 2005「Twenty Years」 (劇中曲・一部作曲・編曲)
  - PLAYZONE 2006「Change」 (劇中曲・一部編曲)
  - PLAYZONE 2007「Change 2 Chance」劇中歌「太陽になろう!」 (作詞・作曲・編曲)
- SMAP
  - CONCERT TOUR 2001 オープニングインストゥルメント (作曲)
  - CONCERT TOUR 2002 夜空のムコウ -strings version- (編曲)
  - CONCERT TOUR 2006 バラードメドレー (編曲)
- V6
  - 2005冬季 CONCERT TOUR (一部作曲・編曲)
- ジャニーズシアター SUMMARY 2004
  - Overture (作曲)
  - SUMMARY (作詞・作曲・編曲)
- NEWS
  - 2004年冬季 CONCERT TOUR Overture (作曲・編曲) EVERYBODY (作詞)
  - 2006年春季 CONCERT TOUR (一部作曲・編曲)
  - 2007年春季 CONCERT TOUR Overture (作曲)
- 滝沢秀明
  - 2006春季 滝沢演舞城 (一部作曲・編曲)
- タッキー&翼
  - 2007年春季 LIVE TOUR Overture (作曲)
- モーニング娘。
  - モーニング・タウン (一部編曲)
- FamilyMart Super Fun!
  - TOUR 2002 Folder5 / FLAME オープニングインストゥルメント (作曲)
- 2007 劇団シニアグラフィティ 第三回公演
  - 歌謡シアター「新宿の女」 (劇伴)

## 技術提供・サポート
- 安倍なつみ
  - 2004年「腕組んで帰りたい」（キーボード）
- 仲間愛里紗
  - 2005年「そらとララ♪」「思うが儘に」（ピアノ）
- 織田哲郎
  - 2007年11月ライブ（キーボード）
- けちゃっぷmania
  - 2007年「BASTARDS!」（ピアノ）
- 東風
  - 2007年9～11月ライブ（キーボード）
- ストレンジドラマ
  - 2006年アルバム「各駅停車の想いたち」（ピアノ・オルガン）
- 寺岡呼人
  - 2006年12月 呼人の部屋 vol.16（ピアノ）
  - 2007年1月 TOUR 2007 "LIVES"（ピアノ）
- タイナカサチ
  - 2007年6月「Begin」（ピアノ）
- 鈴木愛奈
  - 2021年2〜4月ライブ（キーボード）

## 出演

### ラジオ
- 酒井ミキオHeavenly Smile
  - Air-G 1995年1月 - 1996年3月
- J・ROCK Z-DIRECTION
  - PCM Z-SKY / J・ROCK Z-SKY2 1995年4月 - 1996年6月
- 酒井ミキオMikkie's Collection
  - Date FM 1995年4月 - 1998年3月
- Piece of dreams エナジーカッツ
  - BAY FM 1996年1月 - 1996年9月
- 酒井ミキオのア・ソ・バ・ナ・イ・ト
  - FM Osaka 1997年4月 - 1997年12月
- 酒井ミキオ 雑談! ネットラジオ
  - Official Site 2006年11月25日 - 不定期更新

### テレビ
- Anison Days（日本BS放送、サブMC）
- 歌スタ!! （日本テレビ）
- 酒井ミキオの見切り発車!（Ustream）